# Paderne
Paderne és un municipi de la província de la Corunya a Galícia. Pertany a la Comarca de Betanzos.
| 4.737 | 4.632 | 4.566 | 3.690 | 2.689 |
| Fonts: INE i IGE (Els criteris de registre censal variaren i les dades de l'INE i de l'IGE poden no coincidir.) |       |       |       |       |

## Parròquies
- Adragonte (Santiago)
- Obre (San Adnrés)
- Paderne (San Juan)
- Quintas (San Esteban)
- Souto (Santa María)
- Vigo (San Julián)
- Vilamourel (San Juan)
- Vilouzás (San Salvador)
- Viñas (San Pantaleón)